# Paradescanso
Paradescanso Vellard, 1924 è un genere di ragni appartenente alla famiglia Salticidae.

## Etimologia
Il nome deriva dal prefisso greco παρά, parà, che significa presso, vicino, accanto, ad indicare la somiglianza dei caratteri con il genere Descanso.

## Distribuzione
L'unica specie oggi nota di questo genere è stata rinvenuta nel Brasile.

## Tassonomia
A giugno 2011, si compone di una specie:
- Paradescanso fallax Vellard, 1924[2] — Brasile